# هاكستون (كولورادو)
هاكستون (بالإنجليزية: Haxtun, Colorado)‏ هي بلدة تقع في مقاطعة فيليبس، كولورادو بولاية كولورادو في الولايات المتحدة. تبلغ مساحتها 1.3 (كم²)، وترتفع عن سطح البحر 1228 م، بلغ عدد سكانها 481 نسمة في عام 1990 حسب إحصاء مكتب تعداد الولايات المتحدة .

## وصلات خارجية
- The US50 - Cities and Towns in Colorado State
- Colorado Cities and Towns, Facts, Map, Flag, Colleges, Government, and More